# Rot-Weiss Essen 2005-2006
Questa voce raccoglie le informazioni riguardanti il Rot-Weiss Essen nelle competizioni ufficiali della stagione 2005-2006.

## Stagione
Nella stagione 2005-2006 il Rot Weiss Essen, allenato da Uwe Neuhaus, concluse il campionato di Regionalliga nord al 1º posto e fu promosso in 2. Bundesliga. In Coppa di Germania il Rot Weiss Essen fu eliminato al primo turno dall'Energie Cottbus.

## Rosa
| N. |                         | Ruolo | Calciatore         |
| -- | ----------------------- | ----- | ------------------ |
| 1  | Germania (bandiera)     | P     | Dirk Langerbein    |
| 3  | Germania (bandiera)     | D     | Hilko Ristau       |
| 4  | Croazia (bandiera)      | D     | Danijel Štefulj    |
| 5  | Germania (bandiera)     | D     | Stefan Lorenz      |
| 6  | Argentina (bandiera)    | D     | Víctor Lorenzón    |
| 7  | Germania (bandiera)     | C     | Holger Wehlage     |
| 8  | RD del Congo (bandiera) | A     | Mac Younga-Mouhani |
| 9  | Germania (bandiera)     | A     | Alexander Löbe     |
| 11 | Turchia (bandiera)      | C     | Ferhat Kıskanç     |
| 13 | Belgio (bandiera)       | C     | Stijn Haeldermans  |
| 14 | Germania (bandiera)     | D     | Florian Thorwart   |
| 15 | Paesi Bassi (bandiera)  | A     | Arie van Lent      |

| N. |                                | Ruolo | Calciatore         |
| -- | ------------------------------ | ----- | ------------------ |
| 17 | Turchia (bandiera)             | C     | Ali Bilgin         |
| 19 | Serbia e Montenegro (bandiera) | A     | Danko Boskovic     |
| 20 | Germania (bandiera)            | P     | André Maczkowiak   |
| 21 | Germania (bandiera)            | C     | Michael Lorenz     |
| 22 | Germania (bandiera)            | C     | Tim Gorschlüter    |
| 24 | Germania (bandiera)            | D     | Michael Bemben     |
| 26 | Grecia (bandiera)              | D     | Dimitrios Pappas   |
| 27 | Turchia (bandiera)             | C     | Barış Özbek        |
| 28 | Germania (bandiera)            | C     | Moritz Stoppelkamp |
| 29 | Turchia (bandiera)             | A     | Serkan Çalık       |
| 33 | Germania (bandiera)            | D     | Ronny Nikol        |

## Organigramma societario
Area tecnica
- Allenatore: Uwe Neuhaus
- Allenatore in seconda: Peter Kunkel
- Preparatore dei portieri: Carsten Busch
- Preparatori atletici:
- Analisi video:

## Calciomercato

### Sessione estiva
| Acquisti | Acquisti           | Acquisti             | Acquisti |
| R.       | Nome               | da                   | Modalità |
| -------- | ------------------ | -------------------- | -------- |
| D        | Michael Bemben     | Bochum               |          |
| A        | Danko Boskovic     | Wehen Wiesbaden      |          |
| C        | Tim Gorschlüter    | LR Ahlen             |          |
| C        | Stijn Haeldermans  | RW Oberhausen        |          |
| C        | Thorsten Horz      | Borussia Dortmund II |          |
| C        | Ferhat Kıskanç     | Colonia II           |          |
| P        | Dirk Langerbein    | Norimberga           |          |
| A        | Alexander Löbe     | Paderborn            |          |
| C        | Michael Lorenz     | Paderborn            |          |
| D        | Stefan Lorenz      | Wolfsburg            |          |
| D        | Víctor Lorenzón    | Fortuna Düsseldorf   |          |
| P        | André Maczkowiak   | Colonia II           |          |
| C        | Barış Özbek        | Rot-Weiss Essen U19  |          |
| C        | Moritz Stoppelkamp | Rot-Weiss Essen U19  |          |
| D        | Florian Thorwart   | Lubecca              |          |
| C        | Holger Wehlage     | Duisburg             |          |
| A        | Mac Younga-Mouhani | Wacker Burghausen    |          |

| Cessioni | Cessioni           | Cessioni               | Cessioni |
| R.       | Nome               | a                      | Modalità |
| -------- | ------------------ | ---------------------- | -------- |
| A        | Daniel Teixeira    | Union Berlino          |          |
| D        | Ronny Ernst        | RW Oberhausen          |          |
| A        | Peter Foldgast     | Aarhus                 |          |
| C        | Enrico Gaede       | Hansa Rostock          |          |
| D        | Philipp Haastrup   | Saarbrücken            |          |
| C        | Stefan Hoffmann    | Borussia M'gladbach II |          |
| D        | Radosław Kałużny   | LR Ahlen               |          |
| D        | Markus Karlsson    | Stabæk                 |          |
| A        | Francis Kioyo      | Energie Cottbus        |          |
| A        | Erwin Koen         | Alemannia Aquisgrana   |          |
| A        | Philipp Kreuels    | Wolfsburg II           |          |
| C        | Sven Lintjens      | Siegen                 |          |
| D        | Nascimento         | St. Pauli              |          |
| C        | Silvio Pätz        | Rot-Weiß Erfurt        |          |
| P        | Rene Renno         | Bochum                 |          |
| A        | Sebastian Schoof   | Siegen                 |          |
| C        | Sandro Schwarz     | Wehen Wiesbaden        |          |
| D        | Sidney             | Energie Cottbus        |          |
| D        | Benjamin Venekamp  | Werder Brema II        |          |
| C        | Marcus Wedau       | Osnabrück              |          |
| P        | Robert Wulnikowski | Aalen                  |          |
| C        | Ramazan Yildirim   | Kickers Offenbach      |          |

### Sessione invernale
| Acquisti | Acquisti         | Acquisti                  | Acquisti |
| R.       | Nome             | da                        | Modalità |
| -------- | ---------------- | ------------------------- | -------- |
| A        | Arie van Lent    | Eintracht Francoforte     |          |
| D        | Dimitrios Pappas | Template:Calcio SSV Hagen |          |
| D        | Danijel Štefulj  | Paderborn                 |          |

| Cessioni | Cessioni             | Cessioni | Cessioni |
| R.       | Nome                 | a        | Modalità |
| -------- | -------------------- | -------- | -------- |
| D        | Lennart Lynge Larsen | Vejle    |          |

## Risultati

### Regionalliga

#### Girone di andata
| Arbitro: | Schößling |

|  |           |                                   |
|  | Marcatori | 9’, 83’ Lorenz 18’ Younga-Mouhani |

| Arbitro: | Schriever |

|              |           |                         |
| Boskovic 36’ | Marcatori | 20’ Neitzel 37’ Bärwolf |

| Arbitro: | Metzger |

|                         |           |                                                |
| Albertz 11’ Podszus 16’ | Marcatori | 35’, 47’ (rig.), 87’ Bemben 52’ (rig.) Wehlage |

| Arbitro: | Rafati |

|                              |           |           |
| Younga-Mouhani 3’ Bemben 43’ | Marcatori | 52’ Bella |

| Wuppertal 24 agosto 2005, ore 19:30 CEST 5ª giornata | Wuppertal | 0 – 0 referto | Rot-Weiss Essen | Stadion am Zoo (10 627 spett.)\| Arbitro: \| Fischer \| |
| Arbitro:                                             | Fischer   |               |                 |                                                         |

| Arbitro: | Thielert |

|              |           |  |
| Boskovic 60’ | Marcatori |  |

| Arbitro: | Schempershauwe |

|           |           |  |
| Čović 15’ | Marcatori |  |

| Arbitro: | Otte |

|                                 |           |  |
| Younga-Mouhani 43’ Boskovic 63’ | Marcatori |  |

| Arbitro: | Rafati |

|                  |           |                               |
| Görke 90’ (rig.) | Marcatori | 17’ Bilgin 75’ (aut.) Baumann |

| Arbitro: | Metzger |

|                            |           |            |
| Haeldermans 60’ Bilgin 80’ | Marcatori | 87’ Sykora |

| Arbitro: | Gräfe |

|                              |           |          |
| Lindemann 61’ Dobrý 71’, 90’ | Marcatori | 90’ Löbe |

| Arbitro: | Metzen |

|               |           |          |
| Löbe 80’, 86’ | Marcatori | 5’ Joppe |

| Arbitro: | Kircher |

|                    |           |                                |
| Terranova 14’, 71’ | Marcatori | 53’ (aut.) Matlik 90’ Boskovic |

| 22 ottobre 2005 14ª giornata |  | – turno di riposo |  |  |

| Arbitro: | Fischer |

|                                  |           |          |
| Younga-Mouhani 23’, 36’ Löbe 54’ | Marcatori | 68’ Laux |

| Arbitro: | Wack |

|                                     |           |  |
| Mazingu-Dinzey 46’ Boll 57’ Luz 89’ | Marcatori |  |

| Arbitro: | Weiner |

|                     |           |               |
| Bemben 16’ Löbe 60’ | Marcatori | 81’ Kučuković |

| Arbitro: | Wenkel |

|  |           |                                  |
|  | Marcatori | 49’, 84’ Wehlage 87’ Haeldermans |

| Arbitro: | Frank |

|                                             |           |  |
| Boskovic 1’, 38’, 79’ Çalık 31’ Wehlage 34’ | Marcatori |  |

#### Girone di ritorno
| Arbitro: | Perl |

|                                             |           |                |
| Wehlage 55’ Younga-Mouhani 59’ Boskovic 60’ | Marcatori | 78’ Cannizzaro |

| Lubecca 9 dicembre 2005, ore 19:00 CET 21ª giornata | Lubecca   | 0 – 0 referto | Rot-Weiss Essen | Stadion an der Lohmühle (6 000 spett.)\| Arbitro: \| Fleischer \| |
| Arbitro:                                            | Fleischer |               |                 |                                                                   |

| Arbitro: | Wack |

|                              |           |  |
| Younga-Mouhani 71’ Çalık 77’ | Marcatori |  |

| Oberhausen 10 febbraio 2006, ore 19:30 CET 23ª giornata | RW Oberhausen | 0 – 0 referto | Rot-Weiss Essen | Niederrheinstadion (10 137 spett.)\| Arbitro: \| Anklam \| |
| Arbitro:                                                | Anklam        |               |                 |                                                            |

| Arbitro: | Schriever |

|                                     |           |                                    |
| van Lent 23’ Kıskanç 26’ Lorenz 90’ | Marcatori | 66’ Pfingsten-Reddig 77’ Heinzmann |

| Arbitro: | Frank |

|          |           |              |
| Tadić 7’ | Marcatori | 61’ Boskovic |

| Arbitro: | Brych |

|                                |           |  |
| van Lent 48’ Bilgin 90’ (rig.) | Marcatori |  |

| Arbitro: | Rafati |

|            |           |                                      |
| Gibson 38’ | Marcatori | 34’ Boskovic 58’ van Lent 89’ Bilgin |

| Arbitro: | Gagelmann |

|                             |           |  |
| Younga-Mouhani 4’, 20’, 88’ | Marcatori |  |

| Arbitro: | Schmidt |

|                                     |           |           |
| Schlitte 25’ Ziegner 36’ Sykora 52’ | Marcatori | 87’ Çalık |

| Arbitro: | Henschel |

|                           |           |                   |
| Lorenzón 10’ van Lent 58’ | Marcatori | 12’ Breitenreiter |

| Arbitro: | Schößling |

|           |           |                                     |
| Menga 74’ | Marcatori | 12’, 84’ van Lent 19’, 59’ Boskovic |

| Arbitro: | Kempter |

|  |           |            |
|  | Marcatori | 79’ Özkaya |

| 22 aprile 2006 33ª giornata |  | – turno di riposo |  |  |

| Arbitro: | Lupp |

|          |           |              |
| Chihi 2’ | Marcatori | 44’ Boskovic |

| Arbitro: | Weiner |

|                        |           |  |
| Wehlage 18’ Bilgin 29’ | Marcatori |  |

| Arbitro: | Henschel |

|                                        |           |                                                     |
| Kučuković 9’ Adewunmi 18’ Hennings 85’ | Marcatori | 51’ Bemben 62’ Wehlage 69’ (rig.) Lorenzón 71’ Löbe |

| Essen 20 maggio 2006, ore 14:00 CEST 37ª giornata | Rot-Weiss Essen | 0 – 0 referto | Werder Brema II | Georg-Melches-Stadion (20 177 spett.)\| Arbitro: \| Fischer \| |
| Arbitro:                                          | Fischer         |               |                 |                                                                |

| Arbitro: | Grudzinski |

|  |           |            |
|  | Marcatori | 51’ Bilgin |

### Coppa di Germania
| Arbitro: | Fandel |

|                                                            |                      |                                               |
| Bemben 12’ (rig.) Boskovic 55’                             | Marcatori            | 56’ Kioyo 60’ Radu                            |
| Lorenzón Boskovic Younga-Mouhani Bemben Haeldermans Larsen | Tiri di rigore 4 – 5 | Sidney Radu Schöckel Jungnickel Şahin Piplica |

## Statistiche

### Statistiche di squadra
| Competizione      | Punti | In casa | In casa | In casa | In casa | In casa | In casa | In trasferta | In trasferta | In trasferta | In trasferta | In trasferta | In trasferta | Totale | Totale | Totale | Totale | Totale | Totale | DR  |
| Competizione      | Punti | G       | V       | N       | P       | Gf      | Gs      | G            | V            | N            | P            | Gf           | Gs           | G      | V      | N      | P      | Gf     | Gs     | DR  |
| ----------------- | ----- | ------- | ------- | ------- | ------- | ------- | ------- | ------------ | ------------ | ------------ | ------------ | ------------ | ------------ | ------ | ------ | ------ | ------ | ------ | ------ | --- |
| Regionalliga nord | 76    | 18      | 15      | 1       | 2       | 37      | 12      | 18           | 8            | 6            | 4            | 30           | 22           | 36     | 23     | 7      | 6      | 67     | 34     | +33 |
| Coppa di Germania | -     | 1       | 0       | 1       | 0       | 2       | 2       | 0            | 0            | 0            | 0            | 0            | 0            | 1      | 0      | 1      | 0      | 2      | 2      | 0   |
| Totale            | 76    | 19      | 15      | 2       | 2       | 39      | 14      | 18           | 8            | 6            | 4            | 30           | 22           | 37     | 23     | 8      | 6      | 69     | 36     | +33 |

### Andamento in campionato
| Giornata  | 1 | 2 | 3 | 4 | 5 | 6 | 7 | 8 | 9 | 10 | 11 | 12 | 13 | 14 | 15 | 16 | 17 | 18 | 19 | 20 | 21 | 22 | 23 | 24 | 25 | 26 | 27 | 28 | 29 | 30 | 31 | 32 | 33 | 34 | 35 | 36 | 37 | 38 |
| --------- | - | - | - | - | - | - | - | - | - | -- | -- | -- | -- | -- | -- | -- | -- | -- | -- | -- | -- | -- | -- | -- | -- | -- | -- | -- | -- | -- | -- | -- | -- | -- | -- | -- | -- | -- |
| Luogo     | T | C | T | C | T | C | T | C | T | C  | T  | C  | T  |    | C  | T  | C  | T  | C  | C  | T  | C  | T  | C  | T  | C  | T  | C  | T  | C  | T  | C  |    | T  | C  | T  | C  | T  |
| Risultato | V | P | V | V | N | V | P | V | V | V  | P  | V  | N  |    | V  | P  | V  | V  | V  | V  | N  | V  | N  | V  | N  | V  | V  | V  | P  | V  | V  | P  |    | N  | V  | V  | N  | V  |
| Posizione | 2 | 7 | 6 | 4 | 3 | 3 | 5 | 3 | 2 | 2  | 4  | 3  | 3  | 3  | 3  | 5  | 5  | 3  | 2  | 2  | 2  | 2  | 2  | 1  | 2  | 1  | 1  | 1  | 1  | 1  | 1  | 1  | 1  | 2  | 2  | 1  | 1  | 1  |

Legenda:

Luogo: C = Casa; T = Trasferta. Risultato: V = Vittoria; N = Pareggio; P = Sconfitta.

### Statistiche dei giocatori
| Giocatore         | Regionalliga nord | Regionalliga nord | Regionalliga nord | Regionalliga nord | Coppa di Germania | Coppa di Germania | Coppa di Germania | Coppa di Germania | Totale   | Totale | Totale      | Totale     |
| Giocatore         | Presenze          | Reti              | Ammonizioni       | Espulsioni        | Presenze          | Reti              | Ammonizioni       | Espulsioni        | Presenze | Reti   | Ammonizioni | Espulsioni |
| ----------------- | ----------------- | ----------------- | ----------------- | ----------------- | ----------------- | ----------------- | ----------------- | ----------------- | -------- | ------ | ----------- | ---------- |
| M. Bemben         | 34                | 6                 | 12                | 0                 | 1                 | 1                 | 0                 | 0                 | 35       | 7      | 12          | 0          |
| A. Bilgin         | 21                | 6                 | 2                 | 0                 | 1                 | 0                 | 0                 | 0                 | 22       | 6      | 2           | 0          |
| D. Boskovic       | 35                | 13                | 2                 | 0                 | 1                 | 1                 | 0                 | 0                 | 36       | 14     | 2           | 0          |
| T. Gorschlüter    | 14                | 0                 | 2                 | 0                 | 0                 | 0                 | 0                 | 0                 | 14       | 0      | 2           | 0          |
| S. Haeldermans    | 35                | 2                 | 1                 | 0                 | 1                 | 0                 | 0                 | 0                 | 36       | 2      | 1           | 0          |
| T. Horz           | 3                 | 0                 | 0                 | 0                 | 1                 | 0                 | 0                 | 0                 | 4        | 0      | 0           | 0          |
| F. Kıskanç        | 26                | 1                 | 3                 | 1                 | 1                 | 0                 | 0                 | 0                 | 27       | 1      | 3           | 1          |
| D. Langerbein     | 9                 | 0                 | 3                 | 0                 | 0                 | 0                 | 0                 | 0                 | 9        | 0      | 3           | 0          |
| L. Larsen         | 1                 | 0                 | 0                 | 0                 | 1                 | 0                 | 1                 | 0                 | 2        | 0      | 1           | 0          |
| M. Lorenz         | 28                | 1                 | 5                 | 0                 | 1                 | 0                 | 0                 | 0                 | 29       | 1      | 5           | 0          |
| S. Lorenz         | 36                | 2                 | 4                 | 0                 | 1                 | 0                 | 0                 | 0                 | 37       | 2      | 4           | 0          |
| V. Lorenzón       | 24                | 2                 | 8                 | 0                 | 1                 | 0                 | 0                 | 0                 | 25       | 2      | 8           | 0          |
| A. Löbe           | 16                | 6                 | 1                 | 1                 | 1                 | 0                 | 0                 | 0                 | 17       | 6      | 1           | 1          |
| A. Maczkowiak     | 27                | 0                 | 2                 | 0                 | 1                 | 0                 | 0                 | 0                 | 28       | 0      | 2           | 0          |
| R. Nikol          | 22                | 0                 | 0                 | 0                 | 0                 | 0                 | 0                 | 0                 | 22       | 0      | 0           | 0          |
| D. Pappas         | 1                 | 0                 | 0                 | 0                 | 0                 | 0                 | 0                 | 0                 | 1        | 0      | 0           | 0          |
| H. Ristau         | 11                | 0                 | 0                 | 0                 | 0                 | 0                 | 0                 | 0                 | 11       | 0      | 0           | 0          |
| M. Stoppelkamp    | 15                | 0                 | 0                 | 0                 | 0                 | 0                 | 0                 | 0                 | 15       | 0      | 0           | 0          |
| F. Thorwart       | 22                | 0                 | 3                 | 0                 | 0                 | 0                 | 0                 | 0                 | 22       | 0      | 3           | 0          |
| H. Wehlage        | 28                | 7                 | 7                 | 0                 | 1                 | 0                 | 1                 | 0                 | 29       | 7      | 8           | 0          |
| M. Younga-Mouhani | 31                | 10                | 7                 | 0                 | 1                 | 0                 | 0                 | 0                 | 32       | 10     | 7           | 0          |
| A. van Lent       | 12                | 6                 | 0                 | 0                 | 0                 | 0                 | 0                 | 0                 | 12       | 6      | 0           | 0          |
| S. Çalık          | 23                | 3                 | 1                 | 0                 | 0                 | 0                 | 0                 | 0                 | 23       | 3      | 1           | 0          |
| B. Özbek          | 13                | 0                 | 0                 | 0                 | 0                 | 0                 | 0                 | 0                 | 13       | 0      | 0           | 0          |
| D. Štefulj        | 10                | 0                 | 1                 | 0                 | 0                 | 0                 | 0                 | 0                 | 10       | 0      | 1           | 0          |